# Woodbury County
Das Woodbury County ist ein County im US-amerikanischen Bundesstaat Iowa. Im Jahr 2020 hatte das County 105.941 Einwohner und eine Bevölkerungsdichte von 46,9 Einwohnern pro Quadratkilometer. Der Verwaltungssitz (County Seat) ist Sioux City, benannt nach dem Indianerstamm der Sioux.    
Das Woodbury County liegt im Zentrum der Sioux City Metropolitan Area, die sich von Iowa bis in die benachbarten Staaten South Dakota und Nebraska erstreckt.

## Geografie
Das County liegt im äußersten Westen von Iowa, wo der Missouri die Grenze zu Nebraska und der Big Sioux River die zu South Dakota bildet. Das County hat eine Fläche von 2272 Quadratkilometern, wovon zwölf Quadratkilometer Wasserfläche sind.
An das Woodbury County grenzen folgende Nachbarcountys:
| Union County (South Dakota) | Plymouth County | Cherokee County |
| Dakota County (Nebraska)    |                 | Ida County      |
| Thurston County (Nebraska)  | Monona County   | Crawford County |

Das Gebiet der überwiegend im benachbarten Nebraska liegenden Winnebago Reservation, einer von zwei Reservationen des Indianerstammes der Ho-Chunk, erstreckt sich staatenübergreifend auch auf einen Teil des Woodbury County.

## Geschichte

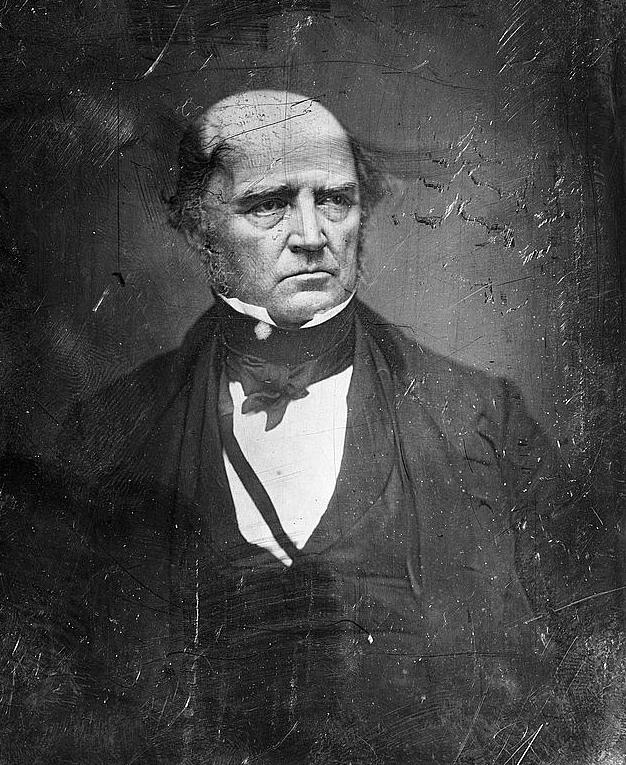
Levi Woodbury

Das Woodbury County wurde am 15. Januar 1851 ursprünglich als Wahkaw County gebildet. 1853 wurde das County zu Ehren von Levi Woodbury (1789–1851) umbenannt, einem US-Senator, Marine- und Finanzminister sowie Gouverneur von New Hampshire.
1851 war das heute nicht mehr existierende Thompsonville der erste Verwaltungssitz. Zwei Jahre später wurde der Sitz der Verwaltung nach Sergeant Bluff verlegt. Die Büros der Countyverwaltung wurden noch in den Privathäusern der Beamten eingerichtet. 1856 wurde beschlossen, den County Seat in die 1854 neu angelegte Stadt Sioux City zu verlegen. Im Jahre 1858 wurde ein neues dreistöckiges Backsteingebäude für das Gericht und die Verwaltung bezogen.

1914 wurde beschlossen, das heutige Woodbury County Courthouse zu errichten, das 1918 fertiggestellt wurde. Nach einer Generalüberholung des Gebäudes wurde es 1973 in das National Register of Historic Places aufgenommen.

## Bevölkerung
Nach der Volkszählung im Jahr 2010 lebten im Woodbury County 102.172 Menschen in 38.739 Haushalten. Die Bevölkerungsdichte betrug 45,2 Einwohner pro Quadratkilometer. In den 38.739 Haushalten lebten statistisch je 2,52 Personen.
Ethnisch betrachtet setzte sich die Bevölkerung zusammen aus 83,6 Prozent Weißen, 2,4 Prozent Afroamerikanern, 2,2 Prozent amerikanischen Ureinwohnern, 2,4 Prozent Asiaten sowie aus anderen ethnischen Gruppen; 3,2 Prozent stammten von zwei oder mehr Ethnien ab. Unabhängig von der ethnischen Zugehörigkeit waren 13,7 Prozent der Bevölkerung spanischer oder lateinamerikanischer Abstammung.
26,6 Prozent der Bevölkerung waren unter 18 Jahre alt, 60,6 Prozent waren zwischen 18 und 64 und 12,8 Prozent waren 65 Jahre oder älter. 50,7 Prozent der Bevölkerung war weiblich.
Das jährliche Durchschnittseinkommen eines Haushalts lag bei 44.343 USD. Das Prokopfeinkommen betrug 22.069 USD. 14,0 Prozent der Einwohner lebten unterhalb der Armutsgrenze.

## Ortschaften im Woodbury County
Citys
| - Anthon - Bronson - Correctionville - Cushing - Danbury | - Hornick - Lawton - Moville - Oto - Pierson | - Salix - Sergeant Bluff - Sioux City1 - Sloan - Smithland |

Census-designated place (CDP)
- Climbing Hill

Andere Unincorporated Communities
- James
- Luton
- Owego
- Wickham Spur

1 – teilweise im Plymouth County

## Gliederung
Das Woodbury County ist in 23 Townships eingeteilt:
| Township           | Einw. (2010) | FIPS     |
| ------------------ | ------------ | -------- |
| Arlington Township | 1996         | 19-90078 |
| Banner Township    | 1193         | 19-90123 |
| Concord Township   | 1159         | 19-90810 |
| Floyd Township     | 935          | 19-91362 |
| Grange Township    | 231          | 19-91623 |
| Grant Township     | 166          | 19-91719 |
| Kedron Township    | 750          | 19-92295 |
| Lakeport Township  | 163          | 19-92373 |

| Township              | Einw. (2010) | FIPS     |
| --------------------- | ------------ | -------- |
| Liberty Township      | 1062         | 19-92496 |
| Liston Township       | 527          | 19-92661 |
| Little Sioux Township | 483          | 19-92667 |
| Miller Township       | 251          | 19-92940 |
| Morgan Township       | 157          | 19-93015 |
| Moville Township      | 340          | 19-93045 |
| Oto Township          | 286          | 19-93222 |
| Rock Township         | 674          | 19-93669 |

| Township            | Einw. (2010) | FIPS     |
| ------------------- | ------------ | -------- |
| Rutland Township    | 618          | 19-93720 |
| Sloan Township      | 1113         | 19-93929 |
| Union Township      | 729          | 19-94284 |
| West Fork Township  | 339          | 19-94674 |
| Willow Township     | 437          | 19-94752 |
| Wolf Creek Township | 210          | 19-94770 |
| Woodbury Township   | 5675         | 19-94773 |

Die Stadt Sioux City gehört keiner Township an.